# Света мученица Ореозила
Света мученица Ореозила је светитељка и мученица Православне Цркве. Њен спомен празнује се 26. јула.

## Живот
Ореозила је живео у периоду прогона хришћана и пореклом је била из Византије. Њени родитељи су били незнабошци, али је она постала хришћанка када је чула учење Светог Андреја. Света Ореозила је стекла одлично образовање, и поучавала је и друге људе Јеванђељу.
У прогону хришћана за време Домицијанове владавине, светитељка је саслушавана. Одбила је да се преобрати и зато је погубљена одсецањем главе. Њени остаци су бачени у ватру.